# Сансеверино, Федерико
Федерико Сансеверино (итал. Federico Sanseverino; 1470-е, Неаполь, Неаполитанское королевство — 7 августа 1516, Рим, Папская область) — итальянский куриальный кардинал XVI века. Ориентировался на Миланское герцогство, а затем Францию. Участник Итальянских войн. Один из организаторов Пизанского собора 1511 года.

## Происхождение и ранние годы
Федерико Сансеверино был сыном кондотьера Роберто Сансеверино д’Арагон (1418—1487), маркиза Кастельнуово-Скривии. Год рождения Федерико Сансеверино достоверно не известен. Исследователи указывают разные даты в диапазоне между 1450 и 1477 годами. Гийом Алонже в Dizionario Biografico degli Italiani в 2017 году писал, что Федерико родился около 1462 года и был сыном второй жены Роберта Элизабеты Монтефельтро (1445—1503), а значит и внуком герцога Урбинского Федерико III да Монтефельтро. В онлайн версии Treccani.it местом рождения был указан Неаполь, а дата рождения отодвигалась на 1450 год, (что делало невозможным происхождение от Элизабеты Урбинской). Давид Ченей в «Catholic-Hierarchy.org» датой рождения указал 1475 год. Сальвадор Миранда в «The Cardinals of the Holy Roman Church» датой рождения указал диапазон 1475 и 1477 год
Исследователи называют известных родственников Федерико не только по женской линии, но и по мужской. Его отец Роберт был сыном Леонетто Сансеверино и Элизы Сфорца, сестры герцога Миланского Франческо Сфорца, а значит двоюродным братом Людовика Моро.
У Роберто Сансеверино было много сыновей (Джанфранческо, Галеаццо, Гаспар и Антонио Мария избрали военную карьеру) вероятно, поэтому Федерико стал священником.
Сальвадор Миранда хоть и датирует рождение Федерико 1475/1477 годом утверждает, что до того как возглавить епархию Малтезе он был клириком в Милане, затем апостольским протонотарием, позже аббатом-коммендатарием монастыря С. Бартоломео в Новаре. А 29 октября 1479 года аббатом коммендатарием бенедиктинского монастыря Сан-Лоренцо в Кремоне.

## Карьера
5 ноября 1481 года Федерико стал администратором (то есть руководителем епархии) Мальезе и занимал этот пост до 1508 года. Гийом Алонже утверждал, что это назначение было наградой Сикста IV за услуги, оказанные папству его отцом Робертом.
В отличие от своего отца, поступившего на службу к венецианцам, Федерико Сансеверино предпочел примириться с миланским герцогом Людовиком Моро. Благодаря Людовику Моро и его брату Асканио Сфорца Федерико 9 марта 1489 года в городе Пектора папой римским Иннокентием VIII был возведён в кардиналы. Но это посвящение было частью сложных дипломатических игр и поиска баланса между различными державами полуострова. На тот момент отношения между Миланом и Римом были напряженными. Курия воспринимала Федерико как мирского человека, преданного удовольствиям, охоте и оружию, а не молитве. Всё это привело к тому, что Федерико был назначен кардиналом, но три года не мог принять участие в коллегии кардиналов. После смерти Иннокентия VIII в июле 1492 года Федерико вместе с братом Гаспаром и вооружённой охраной прибыл в Рим и потребовал приема в конклав, чтобы принять участие в папских выборах. 26 июля 1492 года Федерико приняли в качестве кардинала-дьякона Сан-Теодоро приняли в коллегию и назначили его администратором Теруана. Войдя в конклав 1492 года поддержал партию возглавляемую Асканием Сфорцей и способствовал избранию Родриго Борджиа (ставшему папой Александром VI). По словам Ивана Клула Федерико за поддержку получил «сан настоятеля Святой Троицы Моденской и многочисленные бенефиции в епархиях Реджо, Мессине и Бурже»

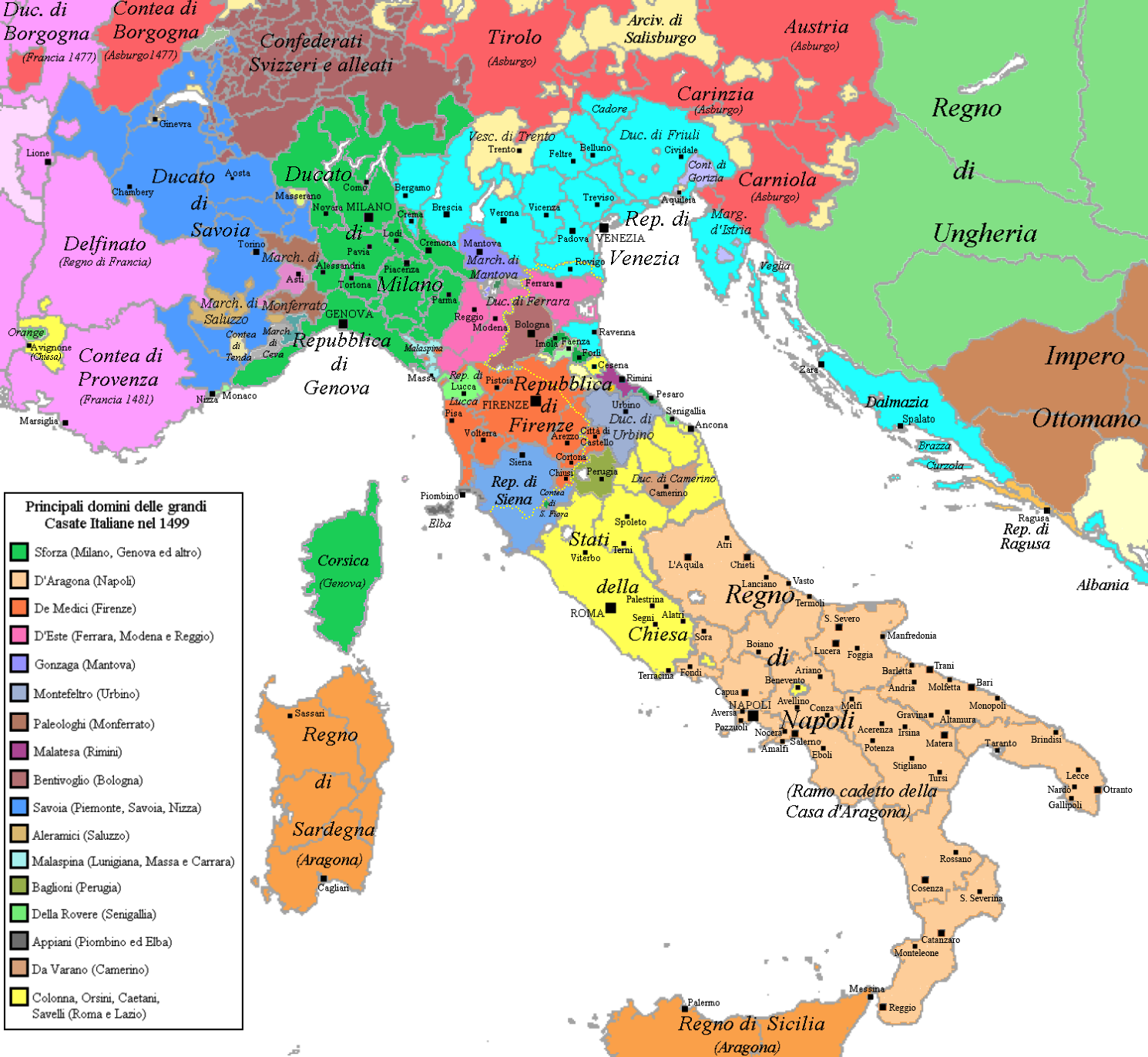
Италия в 1499 году

В начале правления Александра VI кардинал Федерико отдалился от Сфорца, и перешёл на службу папы, стремясь содействовать сближению между Арагоном и королем Франции Карлом VIII. В 1494 году Карл VIII перешёл Альпы и начал поход на Неаполь. К ним в плен попала любовница папы Джулия Фарнезе. Брат Федерико — Галеаццо был направлен к французскому королю, чтобы освободить пленённую за выкуп Этому освобождению помогли связи Сансеверино и союзного Франции Милана. Сальвадор Миранда писал, что в ноябре 1494 года Федерико в качестве папского легата ездил к королю Франции Карлу VIII в Сиену. Гийом Алонже писал, что осенью 1494 года, Федерико работал посредником между Александром VI и Карлом VIII. Но в декабре 1494 года ситуация изменись. Александр VI с одной стороны стал опасаться французов, а сдругой надеялся получит помощь от прибывшего в Рим Фердинанда, герцога Калабрийского. 9 декабря папа римский приказал взять в заложники сторонников Франции и Милана: Асканио Сфорца, Бернардино Лунати, Джованни Савелли, Федерико Сансеверино, Просперо Колонна и Джироламо Туттавилью. Но 18 декабря 1494 года папа направляет к Карлу VIII посольство пытаясь отговорить того от похода на Неаполь. Желая показать дружелюбие к друзьям Франции папа включает в посольство освобожденного из заточения кардинала Федерико Сансеверино. Но Карл VIII идёт на Рим и добивается освобождения остальных заложников. Федерико сопровождал Карл VIII при въезде в Рим 31 декабря 1494 года
В начале 1495 года французы заняли города Неаполитанского королевства. Людовик Моро, папа Александр VI и другие итальянские правители были этим обеспокоены. Была создана Священная лига. Федерико Сансеверино вслед за Людовиком Моро также изменил свою позицию на антифранцузскую. Во время отступления Карла VIII (а путь его армии пролегал через папские владения) Александр VI 27 мая 1495 года уехал в Орвието. В этом путешествии папу сопровождал Федерико. Также в мае 1495 года кардинал Сансеверино занимал должность капитана церкви. После ухода французов 27 июня 1495 года Федерико вместе с папой вернулся в Рим.
8 февраля 1496 года Федерико стал администратором епархии Теруана и занимал этот пост до 12 ноября 1498 года. 1 июля 1497 года он стал администратором епархии Вьенны и занимал эту должность до 26 января 1515 года.
В конце 1498-начале 1499 года прошли переговоры, а затем состоялась пышная свадьба сына Александра VI — Чезаре Борджиа и Шарлотты д’Альбре. На консисториях 9 января 1499 года, а затем 22 мая 1499 он зачитал письма короля Франции Людовика XII связанные с этим браком
В 1499 году началась вторая итальянская война: Людовик XII решил завоевать Миланское герцогство. В такой ситуации Федерико 6 июля 1499 года подал в отставку с поста коммендама монастыря Сан-Витторе в Милане. А 3 августа 1499 года он с разрешения папы отправился в Милан, чтобы присоединиться к кардиналу Асканио Сфорца и своему брату Галлеацо Сансеверино и участвовать в обороне герцогства. В начале сентября 1499 года Федерико последовал за Людовиком Моро в его поспешном бегстве в имперские земли. В феврале 1500 года Федерико вместе со своим братом Галеаццо и кардиналом Асканио Сфорца возглавил миланские войска чтобы отвоевать Миланское герцогство. Позже Федерико с 40 000 дукатов был послан Людовиком Моро к Максимилиану Габсбургу, чтобы убедить его прийти в Италию и поддержать Сфорца. Поражение герцогских войск подтолкнули Федерико остаться при императорском дворе. А в сентябре 1500 года он решил пойти на примирение с Людовиком XII. Федерико отправился к французскому двору, где был принят могущественным кардиналом Жоржем д’Амбуазом и получил немедленное подтверждение своих церковных бенефициев.
Вскоре Федерико стал доверенным лицом Людовика XII, который использовал его в качестве посланника в Италии: в марте 1501 года он отправился в Милан, чтобы попытаться успокоить население встревоженное новым правлением, потом побывал в Форли, где встретился с Чезаре Борджиа, а прибыв в Рим взял на себя защиту дел французского короля в курии. Федерико сыграл центральную роль в сближении осенью 1502 года его братьев Галеаццо и Антонио Марии Сансеверино с Людовиком XII, а также в улучшении отношений между Александром VI и королем. Новое ухудшение отношений между Александром VI и Людовиком XII вынудило Федерико временно уехать из Рима, чтобы вернуться туда лишь на конклав собранный летом 1503 года . Но избранный на этом конклаве 22 сентября 1503 года папа Пий III правил меньше месяца. Во время своего понтификата папа разрешил вернуться в Рим Чезаре Борджиа. Федерико Сансеверино был среди кардиналов встречавших Чезаре 3 октября 1503 года. После смерти Пия III состоялся новый конклав с участием кардинала Федерико. На этом конклаве папой был избран Джулиано делла Ровере (принявший имя Юлий II). Это избрание состоялось благодаря сделке кардинала Джулиано делла Ровере и Чезаре Борджиа, но папа Юлий II обманул
При Юлии II Федерико 24 мая 1503 года был назначен папским легатом Болоньи. А 30 мая 1505 года назначен апостольским администратором в епархию Новары, и занимал этот пост до октября 1511 года.Кардинал Федерико был посредником в конфликтах между родами Орсини и Колонна, между папой Юлием II и Чезаре Борджиа. Также Федерико играл важную роль в переговорах всего между курией и Францией: в 1507 году он отправился к Людовику XII в Геную, а затем в Милан. Но лояльность Федерико Франции, а также желание французского короля передать ему аббатство Клерво вызвали трения между кардиналом Сансеверино и Юлием II. После того как в феврале 1510 года папа примирился с Венецией эти противоречия обострились.. Федерико присоединился к тем церковникам, кто выступил против папы, так как Юлий II угрожал ему в июне 1510 года заключением в Кастелло Сант-Анджело. В октябре 1510 года Федерико вместе с четырьмя французскими кардиналами отправился в Милан где нашёл убежище в лагере французской армии. 16 мая 1511 года он стал одним из подписантов документа о созыве 1 сентября 1510 в Пизе церковного собора. Прибыв осенью 1511 года на собор Федерико от имени его представителей отправился ко двору Максимилиана Габсбурга, чтобы получить имперскую поддержку соборной инициативы. Но император их не поддержал. 24 октября 1511 года Юлий II на заседании консистории угрожал отлучить Федерико от церкви если тот явится на раскольный собор в Пизе. Сальвадор Миранда утверждал, что хотя Федерико не являлся на собор, а лишь поддерживал противников папы 30 января 1512 года он был лишен сана кардинала и своих бенефициев.
11 апреля 1512 года участвовал в битве при Равене. Победа в этой битве открывала широкие возможности для осуществления французских планов: завершения завоевания Романьи и поход на Рим в ходе которого планировалось свержение Юлия II. Правителем Папской области должен был стать Федерико Сансеверино. Но из-за гибели французского военачальника Гастона де Фуа это не произошло так как новый главнокомандующий предпочел отступить в Ломбардию. После смерти в феврале 1513 года Юлия II Федерико не только не участвовал в конклаве 1513 года, но был по приказу нового папы Льва X арестован во Франции. Гийом Алонже объяснял это тем, что в ходе битве при Равене Джованни Медичи (ставший вскоре Львом X) попал в плен к Федерико. Но Медичи и Сансеверино смогли подружиться. Став папой Лев X согласился восстановить друга в коллегии кардиналов, но тому пришлось пройти через арест и покаяние. 17 июня 1513 года Федерико осудил раскольнический собор и подчинился папской власти. Эта заявление было зачитано на Пятом Латеранском соборе. 27 июня 1513 года Федерико вместе с кардиналом Бернардино Лопесом де Карвахалем прибыл в Ватикан чтобы присутствовать на тайной консистории. Там он лично покаялся, после чего был прощен папой и восстановлен в коллегии кардиналов как кардинал-дьякон Сант-Анджело-ин-Пескерия. 
В качестве покаяния он должен был поститься в течение месяца. Со временем кардинал Федерико Сансеверино восстановил свои прежние бенефиции.
В 1513 году он стал кардиналом-протектором Королевства Франция.
25 июня 1515 года по приказу папы Льва X Федерико был арестован и заключён в замок Сант-Анджело. Оказалось, что один из его людей был виновен в убийстве. Федерико а следующий день доказал свою невиновность и был отпущен. Папа римский узнав о победе французов в битве при Мариньяно послал в ноябре 1515 года Федерико в Парму к королю Франции Франциску I. 10 декабря 1515 года король принял кардинала на мосту Рино, после чего они поехали в Болонью. В декабре 1515 года Федерико был активным участником встреч папы и Франциска I в Болонье, а затем в  Милане

## Смерть
7/10 августа 1516 года кардинал Федерико Сансеверино умер в Риме. И был захоронен в церкви Санта-Мария-ин-Арачели. Гийом Алонже писал, что в Милане в присутствии маршала Франции Джан Джакомо Тривульцио устроили торжественное поминовение.

## Комментарии
1. ↑  Сальвадор Миранда утверждал, что в 1489 году на момент получения кардинальской шапки Федерико был слишком молод. А Давид Ченей утверждал, что в 1489 году Федерико было всего 14 лет
2. ↑  Сальвадор Миранда датирует это событие 19 декабря, но в описании приведённом И. Клула указано что 18 декабря произошло прибытие послов и переговоры с ними, а 19 декабря король неудовлетворённый этими переговорами направил новое требование к папе
3. ↑  Но владение этим епископством долго оспаривалось и он смог в полной мере его использовать только с 1505 года, а в 1515 году был вынужден уступить своему племяннику Алессандро Сансеверино
4. ↑  кроме него Чезаре встречали кардиналы Жорж д’Амбуаз, Аманье д’Альбре, Асканио Сфорца